# Rozdoły (geomorfologia)
Rozdoły – gęsto rozgałęzione wcięcia erozyjne o V-kształtnym profilu poprzecznym, powstałe w efekcie spłukiwania. Mają do kilku metrów głębokości, są bardziej kręte i dłuższe od żłobków deszczowych.

## Geneza

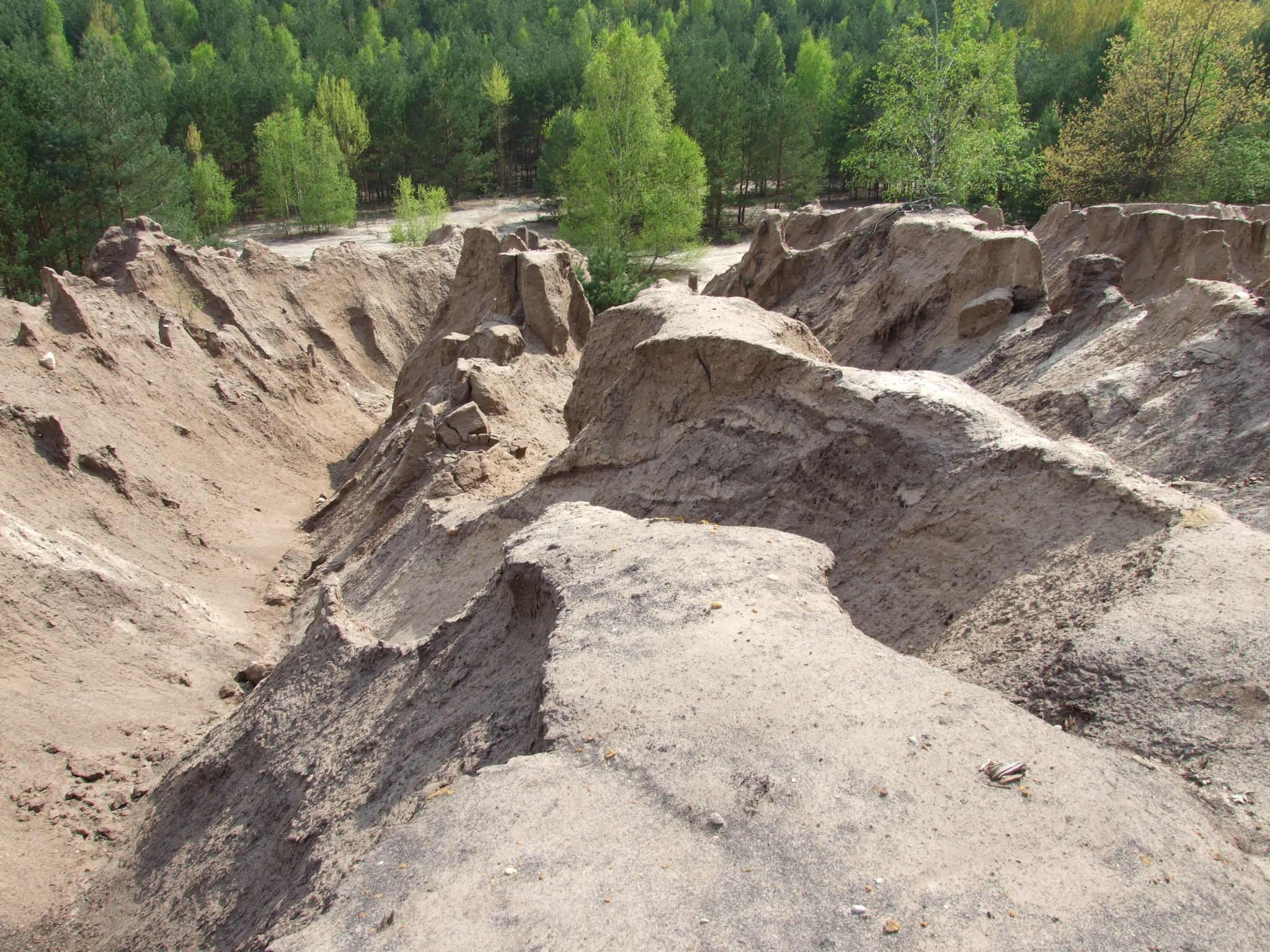
Rozdoły rozcinające hałdę odkrywki Czaple I w Geoparku Łuk Mużakowa

### Proces prowadzący do powstania
W czasie ulewnego deszczu lub gwałtownie przebiegających roztopów strugi wody spływają po stoku, wykorzystując nierówności podłoża i linie największego spadku. Wymywanie i wynoszenie materiału prowadzi do rozcinania stoków i powstania żłobków deszczowych. W sprzyjających warunkach wraz ze wzrostem siły erozyjnej, związanej ze zwiększoną koncentracją spływu w żłobkach, dochodzi do pogłębiania tych form. W efekcie erozja liniowa przechodzi w erozję wąwozową. Jej efektem jest powstanie rozdołów, czyli głębokich V-kształtnych wcięć erozyjnych. Między rozdołami wznoszą się stromo grzędy. Formy te występują w obrębie grubych pokryw, zawierających dużo części pylastych. Tereny gęsto rozcięte rozdołami noszą nazwę badland. Formy te powstają także na obszarze zwałowisk.

### Rozdoły a żłobki deszczowe
Nie istnieje wyraźna granica między formami wgłębnymi erozji liniowej a erozji wąwozowej. Żłobki deszczowe jako efekty erozji liniowej (bruzdowej) są formami mniejszymi, płytszymi (do kilkudziesięciu centymetrów głębokości) i mniej stabilnymi od rozdołów. Mała stabilność oznacza, że ich występowanie i kształt zmienia się pomiędzy kolejnymi epizodami ulewnych deszczów. Z kolei rozdoły to formy bardziej trwałe, utrwalające się wraz z kolejnymi epizodami opadowymi w miejscach, w których zostały zainicjowane.